# 賈建
賈建（?—?），南阳郡冠军县（今河南省邓州市西北）人。东汉开国功臣、“云台二十八将”第三位胶东侯贾复的曾孙。
賈建的祖父是即墨侯贾宗。贾宗的大哥贾忠继承了贾复的胶东侯爵位。贾忠的儿子贾敏犯了诬告母亲杀人的罪，封地被撤销，汉章帝封贾宗的哥哥贾邯为胶东侯，贾宗为即墨侯。章和二年（88年），贾宗去世，賈建的父亲贾参继承爵位。汉安帝元初元年（114年），賈建尚汉和帝之女临颍长公主劉利。贾参卒，賈建嗣爵即墨侯。临颍长公主兼食颍阴县、许县，合县三县，数万户。当时太后邓绥临朝，以賈建为侍中，汉顺帝时賈建为光祿勳。
| 東漢即墨侯國（76年－？） |      |            |      |          |            |
| 傳位                     | 世   | 稱號及諡號 | 姓名 | 在位年數 | 在位時間   |
| 第1任                    | 始封 | 即墨侯     | 賈宗 | 13年     | 76年－88年 |
| 第2任                    | 二世 | 即墨侯     | 賈參 | ？       | ？         |
| 第3任                    | 三世 | 即墨侯     | 賈建 | ？       | ？         |
| 永和五年（140年）仍見    |      |            |      |          |            |